# Fuocoammare
Pour plus de détails, voir Fiche technique et Distribution.
Fuocoammare (en sicilien, titre d'une chanson traditionnelle  : « Feu à la mer »), sous-titré Par-delà Lampedusa, est un  documentaire italien écrit et réalisé par Gianfranco Rosi et sorti en 2016.
Le film obtient l'Ours d'or de la Berlinale 2016. Il est nommé à l'Oscar du meilleur film documentaire.

## Synopsis
Le film a été tourné sur l'île italienne de Lampedusa lors de la crise migratoire des années 2010 en Europe. Il relie la dangereuse traversée de la Méditerranée par les migrants à la vie ordinaire des insulaires. 
Les personnages principaux sont un garçon de douze ans membre d'une famille de pêcheurs et Pietro Bartolo, un médecin qui dirige le dispensaire de Lampedusa et qui depuis des années effectue la première visite de tous les migrants qui débarquent sur l'île.

## Fiche technique
- Titre français : Fuocoammare
- Titre international : Fire at Sea
- Réalisation : Gianfranco Rosi
- Scénario : Gianfranco Rosi
- Photographie : Gianfranco Rosi
- Montage : Jacopo Quadri
- Musique : Stefano Grosso
- Pays d'origine :  Italie et  France
- Format : couleur - 35 mm - ratio 1.85:1
- Genre : documentaire
- Durée : 108 minutes
- Dates de sortie :
  - Allemagne : 13 février 2016 (Berlinale 2016)
  - Italie : 18 février 2016
  - France : 28 septembre 2016

## Distribution
- Pietro Bartólo (it) : lui-même
- Samuele Caruana : lui-même
- Maria Costa : elle-même
- Mattias Cucina : lui-même
- Giuseppe Fragapane : lui-même
- Francesco Mannino : lui-même
- Francesco Paterna : lui-même
- Samuele Pucillo : lui-même
- Maria Signorello : elle-même

## Commentaires
Lors de la remise du l'Ours d'or, le réalisateur Gianfranco Rosi a déclaré dans son discours que son intention était de sensibiliser à la situation des migrants, précisant qu'« il n'est pas acceptable que les gens meurent en traversant la mer pour échapper aux tragédies ».

## Accueil

### Accueil critique
L'accueil critique est globalement très positif : le site Allociné recense une moyenne des critiques presse de 4,1/5 et des critiques spectateurs à 3,8/5. Le site américain Rotten Tomatoes décerne une note moyenne de 7.8/10, avec 94 % de bonnes critiques sur un total de 62. 
Pour Mathieu Macheret  du Le Monde, « le documentaire tel que le pratique Rosi oppose à la précipitation médiatique une temporalité plus étendue, moins dépendante de l’actualité, plus sinueuse et plus oblique. A ce titre, Fuocoammare se révèle être moins un film sur Lampedusa comme symptôme que comme localité, avec la pluralité de situations hétérogènes que celle-ci recouvre. Il rend ainsi compte d’une réalité complexe : Lampedusa est et n’est pas un lieu comme les autres. ».
Pour Frédéric Strauss de Télérama, le réalisateur « construit une vision différente, décisive : à un sujet souvent couvert par les télévisions, il réussit à donner une dimension inédite. [...] Gianfranco Rosi établit des résonances subtiles, jamais soulignées. Autour de la mer, des échos très forts se répercutent. La réalité gronde. Et quand le cinéaste part lui-même au large avec les équipes de secours, il filme la mort d'aussi près que le médecin l'a vue. [...] c'est aussi le silence qui trouve un écho à travers ces images que n'accompagne aucun commentaire. Au milieu d'une mer immense, ce film éclaire, comme une fusée de détresse, un désert de réactions. ».
Pour Jean-Baptiste Morain des Inrockuptibles, « l'originalité du film de Rosi repose sur l’apposition de ces deux univers, dont on constatera qu'ils ne se mélangent jamais – c'est semble-t-il conforme à la réalité, les esquifs des réfugiés étant désormais interceptés en mer, non seulement pour en sauver les occupants, mais aussi pour que le port ne devienne pas un centre d’attention. Lampedusa, l'île qui symbolise aujourd'hui le drame des migrants, est un lieu où les vivants et les survivants ne se croisent pas, où seule une moitié de sa réalité est visible (idée métaphorisée par l'œil faible de Samuele). ».

### Box-office
- France : 63 420 entrées[9]

## Distinctions

### Récompenses
- Berlinale 2016 : Ours d'or et prix du jury œcuménique de la Berlinale
- Prix Humanum 2016 de l'UPCB / UBFP - Union de la presse cinématographique belge
- Grand Prix du Jury du Festival international War on Screen 2016